# Джукаев, Турпал
Турпал Джукаев (фин. Turpal Djoukaev; род. 3 февраля 2001) — финский дзюдоист, чемпион и призёр чемпионатов Финляндии, победитель чемпионата Балтийского моря 2019 года, участник летних юношеских Олимпийских игр 2018 года.

## Карьера
Чеченец. В 2016 году стал серебряным призёром чемпионата страны среди кадетов и бронзовым — среди юниоров. В 2017 и 2018 годах становился чемпионом Финляндии среди кадетов, а также завоевал серебро и бронзу чемпионатов среди юниоров. Также Джукаев добивался успехов в международных соревнованиях: в 2017 и 2019 годах становился серебряным призёром Кубка Европы среди кадетов, а в 2018 году — чемпионом Европы среди кадетов. В 2018 году добился первых успехов в соревнованиях среди взрослых — стал серебряным призёром чемпионата Финляндии и победителем открытого чемпионата Финляндии. В 2019 году стал бронзовым призёром Кубка Мацумае и победителем чемпионата Балтийского моря.
На летних юношеских Олимпийских играх 2018 года Джукаев дошёл до 1/4 финала, где встретился с представителем России Абреком Нугачевым. Основное время не выявило победителя. Нугачеву понадобилось более пяти минут дополнительного времени, чтобы стать победителем этой схватки. Решающим стало третье предупреждение «шидо», полученное его соперником.

## Спортивные результаты
- Первенство Финляндии по дзюдо среди кадетов 2016 года — ;
- Первенство Финляндии по дзюдо среди юниоров 2016 года — ;
- Первенство Финляндии по дзюдо среди кадетов 2017 года — ;
- Первенство Финляндии по дзюдо среди юниоров 2017 года — ;
- Кубок Европы по дзюдо среди кадетов 2017 года — ;
- Первенство Финляндии по дзюдо среди кадетов 2018 года — ;
- Первенство Финляндии по дзюдо среди юниоров 2018 года — ;
- Чемпионат Европы по дзюдо среди кадетов 2018 года — ;
- Открытый чемпионат Финляндии по дзюдо 2018 года — ;
- Чемпионат Финляндии по дзюдо 2018 года — ;
- Кубок Европы по дзюдо среди кадетов 2019 года — ;
- Кубок Мацумае 2019 года — ;
- Чемпионат Балтийского моря 2019 года — [1];
- Чемпионат Финляндии по дзюдо 2019 года — ;
- Чемпионат Финляндии по дзюдо 2022 года — ;
- Чемпионат Финляндии по дзюдо 2023 года — ;
- Чемпионат Финляндии по дзюдо 2024 года — ;